# Recursive Internetwork Architecture

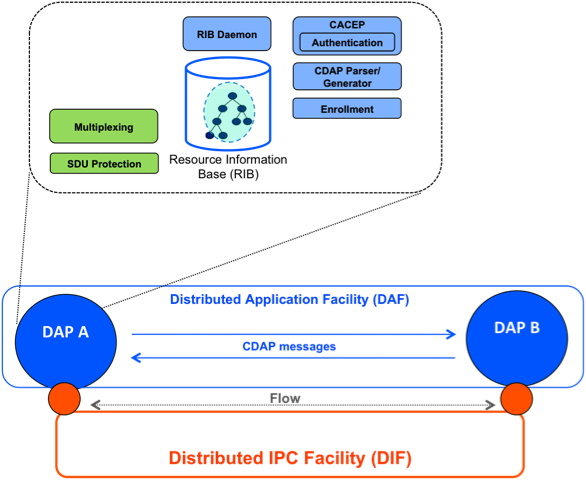
Figura 1. Processos d'aplicació distribuïts (DAP) i els seus components

La Recursive InterNetwork Architecture (RINA) és una nova arquitectura de xarxa d'ordinadors proposada com a alternativa a l'arquitectura de la suite de protocols d'Internet actual. Els principis darrere de RINA van ser presentats per primera vegada per John Day al seu llibre de 2008 Patterns in Network Architecture: A return to Fundamentals. Aquest treball és un començament de nou, tenint en compte les lliçons apreses en els 35 anys d'existència de TCP/IP, així com les lliçons del fracàs d'OSI i les lliçons d'altres tecnologies de xarxa de les últimes dècades, com CYCLADES., DECnet i sistemes de xarxa Xerox. Els principis fonamentals de RINA són que les xarxes d'ordinadors són només una comunicació entre processos o IPC, i que la superposició s'ha de fer en funció de l'abast/escala, amb un únic conjunt recurrent de protocols, en lloc de basar-se en la funció, amb protocols especialitzats. Les instàncies de protocol d'una capa interaccionen amb les instàncies de protocol de capes superiors i inferiors mitjançant nous conceptes i entitats que reifiquen eficaçment les funcions de xarxa actualment específiques de protocols com BGP, OSPF i ARP. D'aquesta manera, RINA afirma donar suport a funcions com la mobilitat, la multihoming i la qualitat de servei sense necessitat de protocols especialitzats addicionals com RTP i UDP, així com permetre una administració simplificada de la xarxa sense la necessitat de conceptes com sistemes autònoms i NAT.

## Visió general

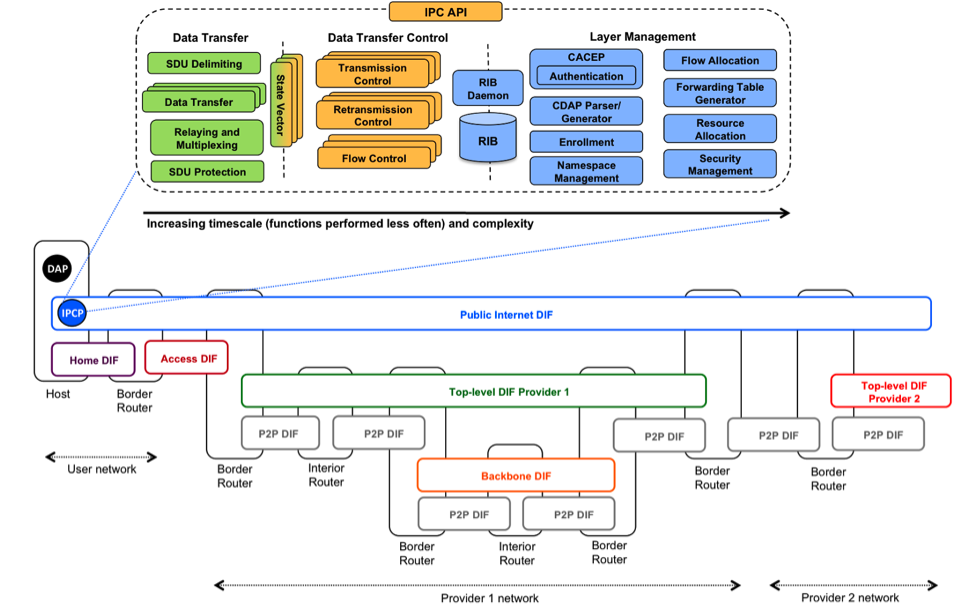
Figura 2. Exemple de xarxes RINA i components IPCP

RINA és el resultat d'un esforç per elaborar principis generals en xarxes informàtiques que s'apliquen en totes les situacions. RINA és l'arquitectura específica, la implementació, la plataforma de proves i, en última instància, el desplegament del model conegut informalment com a model IPC, encara que també tracta conceptes i resultats que s'apliquen a qualsevol aplicació distribuïda, no només a la xarxa. Procedent d'aplicacions distribuïdes, la major part de la terminologia prové del desenvolupament d'aplicacions en lloc de la creació de xarxes, cosa que és comprensible, atès que el principi fonamental de RINA és reduir la xarxa a IPC.
L'entitat bàsica de RINA és el procés d'aplicació distribuït o DAP, que sovint correspon a un procés en un host. Dos o més DAP constitueixen una instal·lació d'aplicació distribuïda o DAF, tal com es mostra a la figura 1. Aquests DAP es comuniquen mitjançant el Common Distributed Application Protocol o CDAP, intercanviant dades estructurades en forma d'objectes. Aquests objectes s'estructuren en una base d'informació de recursos o RIB, que els proporciona un esquema de denominació i una organització lògica. CDAP proporciona sis operacions bàsiques en objectes d'un DAP remot: crear, suprimir, llegir, escriure, iniciar i aturar.
Per intercanviar informació, els DAP necessiten una instal·lació subjacent la tasca de la qual és proporcionar i gestionar serveis IPC en un àmbit determinat. Aquesta instal·lació és un altre DAF, anomenat Distributed IPC Facility o DIF. Un DIF permet a un DAP assignar fluxos a un o més DAP, només proporcionant els noms dels DAP objectiu i els paràmetres de QoS desitjats, com ara límits de pèrdua de dades i latència, lliurament ordenat o fora de comanda, fiabilitat, etc. endavant. Per exemple, els DAP poden no confiar en el DIF que estan utilitzant i, per tant, poden protegir les seves dades abans d'escriure-les al flux mitjançant un mòdul de protecció SDU, per exemple xifrant-les. Els DAP d'un DIF s'anomenen processos IPC o IPCP. Tenen la mateixa estructura DAP genèrica que es mostra a la figura 3, a més d'algunes tasques específiques per proporcionar i gestionar IPC. Aquestes tasques, tal com es mostra a la figura 4, es poden dividir en tres categories, per ordre de complexitat creixent i freqüència decreixent:
1. transferència de dades,

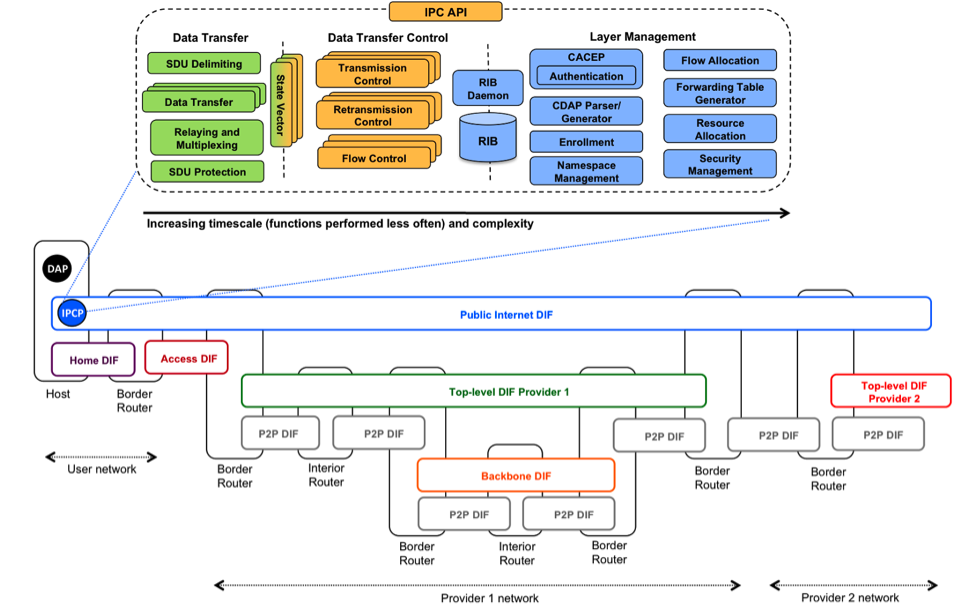
Figura 2. Exemple de xarxes RINA i components IPCP

2. control de transferència de dades i
3. gestió de capes.

Per tant, un DAF correspon a la capa d'aplicació, i un DIF a la capa immediatament inferior, en la majoria dels models de xarxa contemporanis, i les tres categories de tasques anteriors corresponen a la gran majoria de tasques no només d'operacions de xarxa, sinó també de gestió de xarxa i fins i tot d'autenticació (amb alguns ajustaments de responsabilitat com es veurà a continuació).